# Sibell
Pour les articles ayant des titres homophones, voir Sibel (homonymie), Les Sybelles et Cybèle.
Sibell est une entreprise française spécialisée dans la fabrication de chips de pomme de terre. Cette PME, créée en 1988, est installée à Aubagne (Bouches-du-Rhône). Elle vend ses produits principalement sous marques de distributeur, mais également sous sa propre marque. Elle emploie environ 200 salariés, et réalise un chiffre d'affaires annuel de 30 millions d'euros pour une production de 8100 tonnes (exercice 2011).
Cette entreprise, créée en 1988 sous le nom de Délichips, a racheté son concurrent Sibell en 2003 et conservé son nom depuis lors.
Sibell a une part de marché marginale sur le marché français de la chips qui est dominé par les groupes multinationaux, Pepsico (marque Lay's), Intersnack (marque Vico), Unichips (marque Flodor), et la PME bretonne Altho (marque Bret's). Contrairement à ses concurrents, elle n'est pas implantée dans une zone privilégiée pour la production de pommes de terre, mais bénéficie de la proximité d'un important marché de consommation lié au tourisme[réf. nécessaire].
En août 2008, l'usine d'Aubagne a été détruite par un incendie. Reconstruite, elle a été remise en service en mars 2009 avec une capacité de production augmentée de 40 %.
En 2012, la société Sibell s'est portée candidate pour racheter le site de Fralib à Gémenos en vue d'y implanter un nouveau site de production.
Elle a également noué un partenariat avec les Jeunes Agriculteurs de Camargue pour lancer la production sous le label « Primeur des sables » de pommes de terre biologiques de la variété 'Agria', adaptée à la production de chips.
La société Sibell, absorbée par la société Sofalpa est radiée du registre du commerce le 13 janvier 2015. La société Sofalpa prend le nom de Sibell.
Le 27 février 2019, l'entreprise est placée en redressement judiciaire.
Début 2019, elle est cédée à un investisseur qui n'honore pas sa signature. Il s'agit de la société Ecfib France. La vente est déclarée nulle par le tribunal de commerce.
Le 7 août 2019, elle est placée en liquidation judiciaire,.
Le 16 mai 2019, le Groupe MARBOUR a repris les actifs de la société via sa filiale MANON SAS.